# Albert-Schweitzer-Gymnasium Ruhla

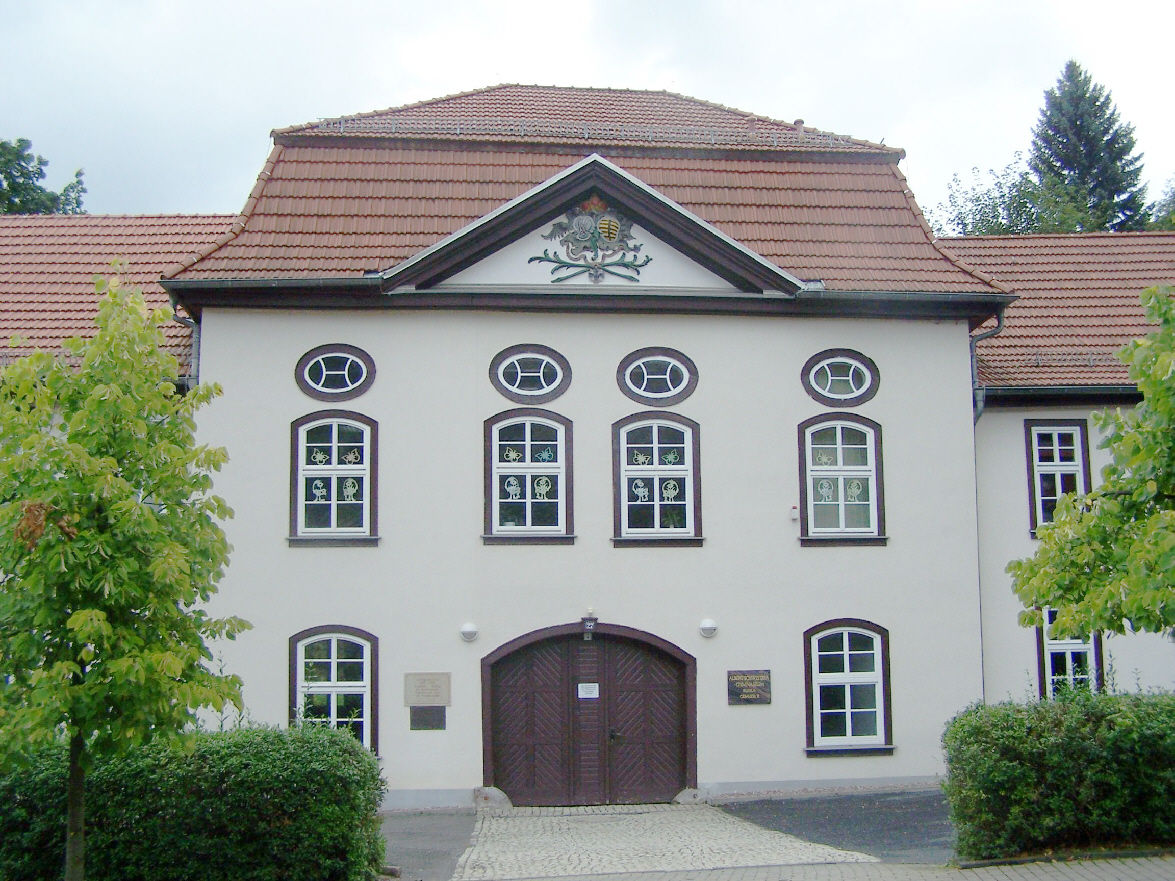
Haus II, die ehemalige Forstschule

Das Albert-Schweitzer-Gymnasium ist ein staatliches Gymnasium in Ruhla im Wartburgkreis in Thüringen.

## Geschichte
Das Gymnasium wurde im Zuge der Neustrukturierung der Bildungslandschaft in Thüringen ab dem Schuljahr 1991/92 als Gymnasium Ruhla gegründet. 1993 wurde es nach Albert Schweitzer benannt.

## Gebäude
Der Campus des Albert-Schweitzer-Gymnasiums besteht aus dem denkmalgeschützten Haus I, welches in Zeiten der DDR die Polytechnische Oberschule Ernst Thälmann war, dem Haus II, der ehemaligen Forstschule Ruhla, 1964–1990 Erweiterte Oberschule Theodor Neubauer. Das Haus III, ein Anbau der früheren Forstschule, wurde 2016 bis 2020 abgerissen und durch einen Neubau ersetzt. Zum Schulgelände gehört außerdem die benachbarte Bermbachtalhalle als Schulturnhalle und das Gebäude der Stadt- und Gymnasialbibliothek Ruhla, Bermbachtal 25.

## Bekannte Absolventen
- Ulrike Jary (* 1985), Politikerin
- Lisa-Marie Koroll (* 1997), Schauspielerin